# Les Roquevillard (1922)
Les Roquevillard is een Franse dramafilm uit 1922 onder regie van Julien Duvivier. Destijds werd de film uitgebracht onder de titel De familie Roquevillard.

## Verhaal
De advocaat François Roquevillard is de eigenaar van een domein in de buurt van Chambéry. Zijn zoon Maurice bereidt zich voor op een studie rechten bij een plattelandsnotaris. Maurice heeft ook een affaire met de vrouw van die notaris. Ze besluiten om samen naar Turijn te vluchten.

## Rolverdeling
| Acteur            | Personage               |
| ----------------- | ----------------------- |
| Maxime Desjardins | François Roquevillard   |
| Jeanne Desclos    | Édith Frasne            |
| Edmond Van Daële  | Meester Frasne          |
| Nick Mertens      | Marguerite Roquevillard |
| Georges Melchior  | Maurice Roquevillard    |
| Pierre Alcover    | Philippeaux             |